# Yenice (Midyat)
Yenice (kurmandschi: Xerabya oder Xarabya, dt. Kherabya bzw. Kharabya) ist ein jesidisches Dorf in der Provinz Mardin im Südosten der Türkei im Tur Abdin Gebirgszug. In dem Ort lebten bis vor 20 Jahren etwa 100 Familien. Die Bewohner des Dorfes waren alle Jesiden. Im Zuge der Auseinandersetzungen zwischen der kurdischen Untergrundorganisation PKK und der türkischen Armee verließen nach und nach alle Bewohner das Dorf und wanderten fast ausschließlich nach Deutschland aus. Im Jahr 2009 war das Dorf verlassen und verfallen. Nomaden nutzten es vereinzelt als Unterkunft.

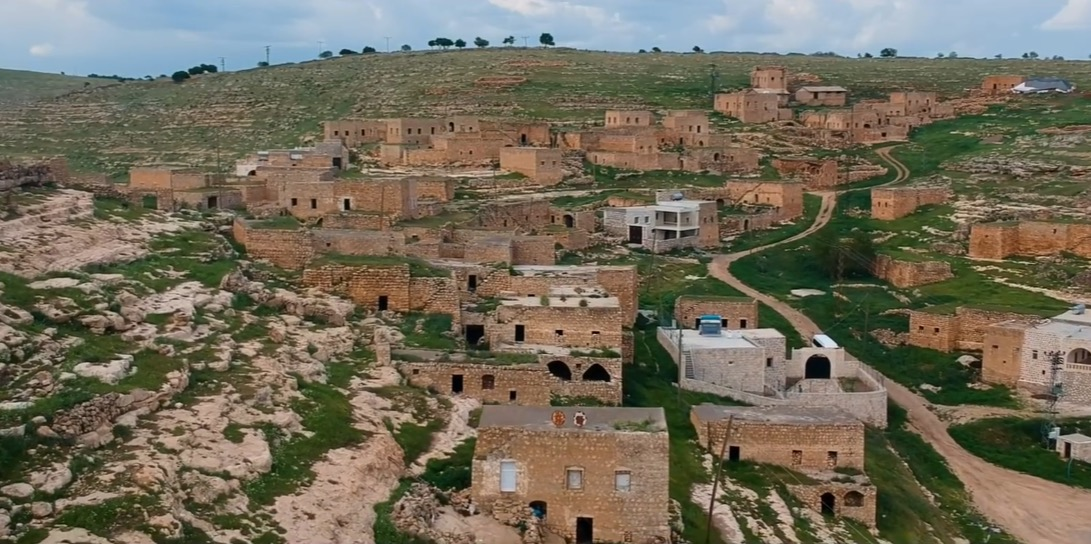
Blick auf Yenice (Xerabya)

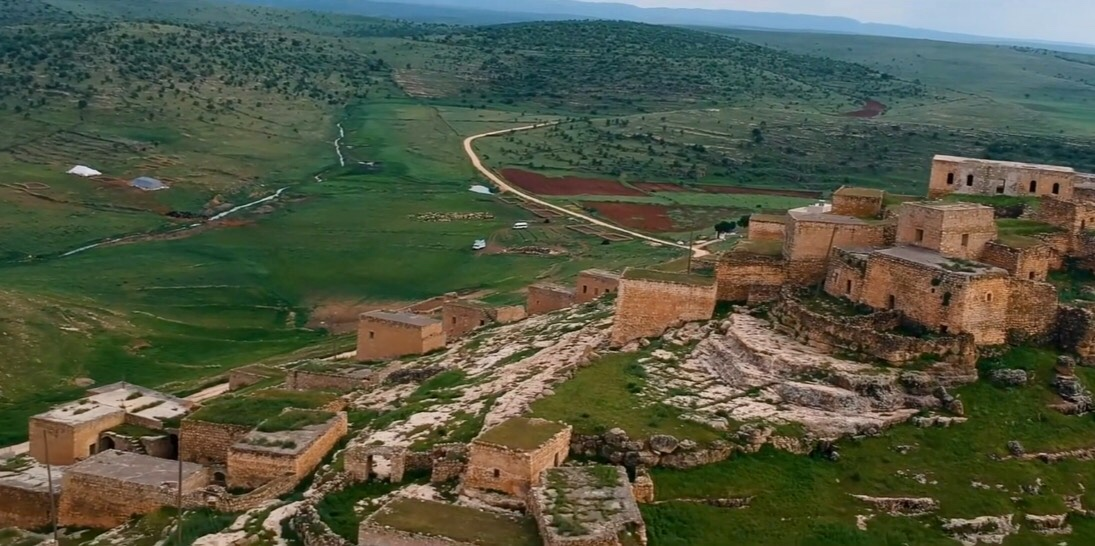
Weiterer Blick auf Yenice (Xerabya)

## Lage
Yenice liegt ca. 1,3 km südöstlich von Oyuklu (Taqa). Nach Midyat im Nordwesten sind es ca. 9 km.